# Rudolf Jan Meraviglia-Crivelli
Hrabě Rudolf Jan Meraviglia-Crivelli (německy Rudolf Johann Graf Meraviglia-Crivelli; 15. ledna 1833, Strakonice – 26. května 1890 tamtéž) byl český šlechtic z původně italského rodu Meraviglia-Crivelliů. Sloužil jako důstojník jezdectva rakouské císařské armády, je však znám především jako heraldik.

## Život
Rudolf Jan hrabě Meraviglia-Crivelli se narodil jako syn Františka Xavera Meraviglia-Crivelliho a jeho manželky Marie Terezie Amálie Krakovské z Kolovrat.
Vystudoval Tereziánskou rytířskou akademii ve Vídni a v roce 1853 se stal kariérním důstojníkem. V roce 1859 se zúčastnil sardinské války v tažení do severní Itálie.
V roce 1860 v hodnosti rytmistra odešel z armády a poté spravoval rodový majetek a věnoval se heraldickému výzkumu. Jako zakládající člen Heraldicko-genealogické společnosti Adler ve Vídni publikoval několik článků ve vlastním časopise. Pracoval také na Neuer Siebmacher, ve kterém popsal erby české šlechty.

### Manželství
Dne 8. května 1871 se oženil s hraběnkou Rosinou Krakovskou z Kolovrat (1. března 1834 – 8. srpna 1888), jejich manželství však zůstalo bezdětné.

## Dílo
- Die ältesten Siegel des böhmischen Adels.
- Beiträge aus der Böhmischen Landtafel. 1884
- Der Böhmische Adel. Bauer & Raspe Nürnberg 1866.
- Wappen Jakusich. 1885, (Jakusice, Jakus(s)ith von Orbova (Vrbova), eine südslawische Familie)
- Siebmacher's Wappenbuch. IV. Band, 9. Abteilung (1886), Nürnberg online, PDF, který vyšel také jako reprografický dotisk: Siebmacher's großes Wappenbuch. Band 30; Die Wappen des böhmischen Adels. 1979, Bauer & Raspe, Neustadt an der Aisch, ISBN 3-87947-030-8. Na s. 147f. obsahuje přehled dějin rodu Meraviglia-Crivelli. Erbovník 68 zobrazuje erby 1) rodový erb rodu Meraviglia – tři modré lomenice ve zlatém poli, klenot: stříbrný vzpínající se kůň, 2) erb linie Meraviglia-Crivelli a 3) erb linie Mantegazza-Meraviglia.